# 高林龍
高林 龍（たかばやし りゅう、1952年12月12日 - ）は、日本の法学者。専門は知的財産法。早稲田大学法学学術院名誉教授。元裁判官。
父高林克巳も裁判官であった。

## 来歴・人物
- 1970年　東京都立秋川高等学校卒業（3期）
- 1976年　早稲田大学法学部卒業
- 1976年　司法研修所修習生（第30期）
- 1978年　東京地裁判事補
- 1981年　那覇地裁判事補
- 1983年　東京地裁判事補
- 1986年　松山地裁判事
- 1990年　最高裁判所調査官
- 1995年　早稲田大学法学部助教授
- 1996年　早稲田大学法学部教授
- 2004年　早稲田大学大学院法務研究科教授[1]
- 2023年3月11日　最終講義[3]
- 2023年3月31日　定年退職[3]
- 2023年4月　創英国際特許法律事務所[4]

- 裁判官時代は17年間民事裁判官として主に知的財産権関係訴訟を担当。

## 研究テーマ
- 知的財産権関係訴訟の理論と実務
- クレーム解釈論
- アジア及び欧州における知的財産関係判例英訳データベースの構築

## 在外研究
- 米国ジョージ・ワシントン大学ロースクール（1997年 - 2000年）

## 著書・論文等
- 『標準特許法』（有斐閣）
- 『ケースブック知的財産法』（弘文堂）
- 『司法制度改革と市民の視点』（成文堂）
- 『英和対訳　アメリカ著作権法とその実務』（雄松堂出版）
- 「職務著作と職務発明」（著作権情報センター／コピーライト504号）
- 「職務発明についての権利の帰属と相当な対価額の決定に関する法律上の問題点」（知的財産協会／知財管理52巻7号）
- 「特許侵害訴訟における信義則・権利の濫用」（法曹会／法曹時報53巻３号）

## 所属学会
- 日本工業所有権法学会（理事長）
- 早稲田大学知的財産法制研究センター（センター長）
- 著作権法学会

## 社会的活動
- 日本弁理士会中央知的財産研究所　会員外研究員（主任）[5]
- 日本弁理士会　外部常議員（令和4年度、令和5年度）[6][7]
- 令和5年度 特許庁長官表彰 知的財産権制度関係功労者[8]